# Recycled J
Recycled J, pseudonimo di Jorge Escorial Moreno (Madrid, 17 luglio 1993), è un rapper spagnolo.

## Biografia
Jorge Escorial Moreno nasce a Madrid, e cresce nel quartiere di Carabanchel. È di umili origini: il padre svolge infatti la professione di fruttivendolo. All'età di 16 anni inizia a fare freestyle nei parchi con gli amici.

## Carriera
Inizia la carriera musicale con lo pseudonimo Cool, in seguito abbandonato a favore di Recycled J. Nel 2012 pubblica insieme al duo Natos y Waor l'EP Hijos de la ruina, che sarà seguito dalle parti 2 e 3 rispettivamente nel 2016 e nel 2021. Nel 2016 pubblica B.L.O.W. con Ezzem e gli EP Threesome e Sad (acronimo di Salud, amor y dinero).
Il 29 settembre 2017 pubblica il suo primo album in studio, dal titolo Oro rosa, che lo porta a guadagnare notorietà. L'anno seguente, infatti, ha modo di partecipare a manifestazioni di primo piano in Spagna, come l'Arenal Sound 2018, il festival Cultura Inquieta e il Viña Rock.
Il suo secondo album, City Pop, viene reso disponibile il 15 febbraio 2019, e fonde generi diversi come la musica elettronica, la trap e l'R&B. Nei due anni successivi pubblica gli EP Superpoderes, caratterizzato da sonorità pop anni '80-'90, e Sad Summer, sequel dell'EP Sad del 2016.
Il 2 giugno 2023 è la volta del terzo album, intitolato Casanova, composto da 12 tracce. Il disco viene ripubblicato in ottobre con l'aggiunta di 4 brani inediti e nuove collaborazioni con Villano Antillano, Enry K, Leo Rizzi e Leïti.

## Discografia

### Album in studio
- 2018 – Oro rosa
- 2019 – City Pop
- 2023 – Casanova
- 2025 – San Jorge

### Mixtape
- 2016 – B.L.O.W. (con Ezzem)

### EP
- 2012 – Hijos de la ruina, vol. 1 (con Natos y Waor)
- 2015 – Oasis (con G. Soldier e Soukin)
- 2016 – Threesome
- 2016 – Sad
- 2016 – Hijos de la ruina, vol. 2 (con Natos y Waor)
- 2017 – Milagro
- 2020 – Superpoderes
- 2021 – Hijos de la ruina, vol. 3 (con Natos y Waor)
- 2021 – Sad Summer
- 2024 – Preludio